# Tingvoll
Tingvoll é uma comuna da Noruega, com 337 km² de área e 3 120 habitantes (censo de 2004).         